# Hssaine

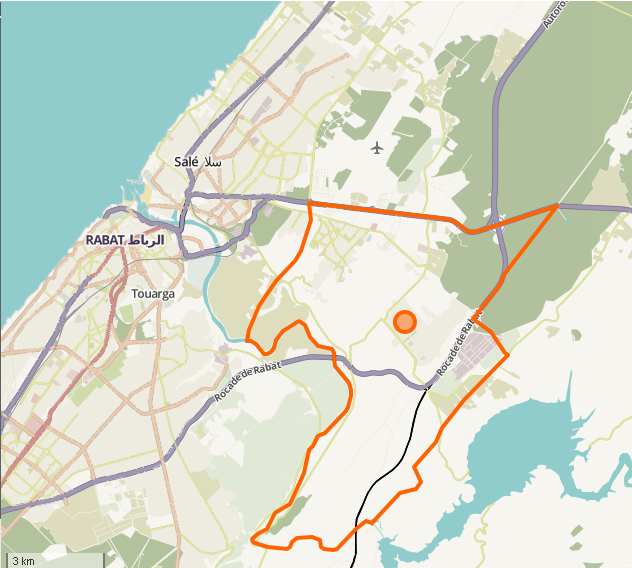
Carte de Hssaine

Hssaine est un des 5 arrondissements de la commune de Salé, située au sein de la préfecture de Salé, dans la région de Rabat-Salé-Kénitra. 
Cet arrondissement inclut Sala Al-Jadida ainsi que Technopolis. Il a connu, de 1994 à 2004 une hausse de population, passant de 74 930 à 163 672 habitants.
En 2024, sa population atteint 234 326 habitants.
Depuis les élections communales de 2021, le Président de cet arrondissement est Monsieur Mohamed Benatia (محمد بنعطية)[réf. souhaitée]. 